# Елизабет фон Брауншвайг-Волфенбютел (1593 – 1650)
Елизабет фон Брауншвайг-Волфенбютел (на немски: Elisabeth von Braunschweig-Wolfenbüttel; * 23 юни 1593, Волфенбютел; † 25 март 1650, Алтенбург) от род Велфи (Среден Дом Брауншвайг), е принцеса от Брауншвайг-Волфенбютел и чрез женитба херцогиня на Саксония-Алтенбург.

## Живот
Дъщеря е на княз Хайнрих Юлий от Брауншвайг-Волфенбютел от род Велфи и втората му съпруга Елизабет Датска (1573–1626), най-възрастната дъщеря на крал Фридрих II от Дания.
Елизабет се омъжва на 1 януари 1612 г. в Дрезден за херцог Август от Саксония (1589 – 1615), администратор на диоцеза Наумбург, който умира внезапно след три години на 26 години.
Елизабет се омъжва втори път на 25 октомври 1618 г. в Алтенбург за Йохан Филип (1597 – 1639) от род Ернестинските Ветини, херцог на Саксония-Алтенбург. Те имат една дъщеря Елизабет София (1619 – 1680), омъжена на 24 октомври 1636 г. за Ернст I Благочестиви (1601 – 1675), херцог на Саксония-Гота.
Елизабет фон Брауншвайг-Волфенбютел умира на 25 март 1650 г. в Алтенбург.